# مینی‌نپتون
مینی‌نپتون یا کوتوله گازی یا سیاره گذرشی یک سیاره کم‌جرم‌تر از نپتون است ولی بازهمانند نپتون یک هواسپهر هیدرژن-هلیم ستبر دارد، احتمالاً با لایه‌های ژرفی از یخ، سنگ یا اقیانوس‌های آبگون (ساخته از آب، آمونیاک، یک آمیزه از هردو، یا پَراهای سنگین‌تر).